# 木村祐志
木村 祐志（きむら ゆうじ、1987年10月5日 - ）は東京都港区出身の元プロサッカー選手。ポジションはミッドフィールダー（ボランチ）。

## 来歴

### プロ入り前
2歳年長の兄がサッカーをしており、その影響で自らも3歳の頃からボールをけり始めたという。その後港区所在の風の子サッカークラブに入団し、小学生時代はそこでボランチとしてプレーした。6年次に複数のクラブのセレクションを受験し、うち川崎フロンターレのU-15チームに合格、「家からも近い」という理由で入団。当時の川崎アカデミーは1年おきに監督が代わっていっており、木村はそこで大木武を含む指導者たちから様々なサッカースタイルを学ぶ機会に恵まれた。

### 川崎フロンターレ
2006年に川崎フロンターレのトップチームへ昇格。同年度と2007年度の2年間は試合出場の機会に恵まれなかったが、木村は「自分はまだまだだ」と考え、腐ることなく練習に打ち込んだ。2008年5月25日、Jリーグヤマザキナビスコカップグループリーグ第4節（対戦相手: 柏レイソル）86分、大橋正博との交代でピッチに立ち公式戦デビューした。翌2009年5月16日にはリーグ戦第12節（対戦相手: ジュビロ磐田）74分に交代出場しリーグ戦デビュー。2010年度はリーグ戦5試合に出場したが、同年度終了後契約満了に伴い退団した。

### ギラヴァンツ北九州
川崎退団後は移籍先を探して湘南ベルマーレの練習に参加したりなどしていたが、最終的にギラヴァンツ北九州へ移籍加入することとなった。北九州で初めて試合に続けて出場する状況に身を置くことになった結果「試合勘や慣れ」を得、また加入早々主将に任命されたことで「チームのために戦う」という思いをもって試合に臨んだ。加入1年目の2011年度は38試合に出場し、うち10月23日開催の第32節（対戦相手: ザスパ草津）と10月26日開催の第7節（対戦相手: FC岐阜）で計2得点を挙げた。北九州での活躍によって他クラブからの木村への注目が高まるようになった。

### 大分トリニータ
2012年度シーズン終了後、次年度よりJ1昇格が決定していた大分トリニータに移籍した。練習試合の経験があり、チームの雰囲気を知っていたことで「スムーズに入っていけるのではないか」と考えたのも移籍理由のひとつであった。
大分ではサッカーの質が向上し面白さを感じる事が出来た一方で度重なる怪我に悩まされることとなる。2013年4月6日、リーグ戦第5節（対戦相手: ヴァンフォーレ甲府）にて左足関節の骨挫傷を負い約1か月間戦線を離脱。翌2014年にも右足首関節遊離体の除去手術を受けて約1か月離脱した。2014年度シーズン終了後、契約満了に伴い大分を退団した。

### 徳島ヴォルティス
大分退団の約1か月後、J2に降格したばかりの徳島ヴォルティスへの加入が決定した。「ボールをうまくさばきながらボランチやサイドハーフ」としてプレーできる選手」であった事が獲得の理由であった。2015年3月21日、同年度リーグ戦第3節（対戦相手: FC岐阜）戦で徳島移籍後初先発初得点を記録したのをはじめ、30試合5得点を挙げた。翌2016年度にはチーム内最多タイ記録となる41試合に出場した。

### ロアッソ熊本
2017年シーズンは監督交代により出番を失った。同年8月にロアッソ熊本へ期限付き移籍したがわずか6試合の出場に留まった。
11月27日に期限付き移籍満了が発表され、徳島側からも同日に契約満了が発表された。

### 水戸ホーリーホック
2018年、水戸ホーリーホックへ完全移籍。

### 鹿児島ユナイテッドFC
2022年、鹿児島ユナイテッドFCに完全移籍した。2023年、チームキャプテンに就任した。11月01日、2024シーズン限りで現役を引退することを発表した。

## 所属クラブ
- - 1999年 風の子SC (港区立芝浦小学校)
- 2000年 - 2002年 川崎フロンターレU-15 (港区立三田中学校)
- 2003年 - 2005年 川崎フロンターレU-18 (東京都立三田高等学校)
- 2006年 - 2010年 川崎フロンターレ
- 2011年 - 2012年 ギラヴァンツ北九州
- 2013年 - 2014年 大分トリニータ
- 2015年 - 2017年 徳島ヴォルティス
  - 2017年 ロアッソ熊本 (期限付き移籍)
- 2018年 - 2021年 水戸ホーリーホック
- 2022年 - 2024年 鹿児島ユナイテッドFC

## 個人成績
| 国内大会個人成績 | 国内大会個人成績 | 国内大会個人成績 | 国内大会個人成績 | 国内大会個人成績 | 国内大会個人成績 | 国内大会個人成績 | 国内大会個人成績 | 国内大会個人成績 | 国内大会個人成績 | 国内大会個人成績 | 国内大会個人成績 |
| 年度             | クラブ           | 背番号           | リーグ           | リーグ戦         | リーグ戦         | リーグ杯         | リーグ杯         | オープン杯       | オープン杯       | 期間通算         | 期間通算         |
| 年度             | クラブ           | 背番号           | リーグ           | 出場             | 得点             | 出場             | 得点             | 出場             | 得点             | 出場             | 得点             |
| 日本             | 日本             | 日本             | 日本             | リーグ戦         | リーグ戦         | リーグ杯         | リーグ杯         | 天皇杯           | 天皇杯           | 期間通算         | 期間通算         |
| ---------------- | ---------------- | ---------------- | ---------------- | ---------------- | ---------------- | ---------------- | ---------------- | ---------------- | ---------------- | ---------------- | ---------------- |
| 2006             | 川崎             | 30               | J1               | 0                | 0                | 0                | 0                | 0                | 0                | 0                | 0                |
| 2007             | 川崎             | 30               | J1               | 0                | 0                | 0                | 0                | 0                | 0                | 0                | 0                |
| 2008             | 川崎             | 30               | J1               | 0                | 0                | 2                | 0                | 0                | 0                | 2                | 0                |
| 2009             | 川崎             | 22               | J1               | 2                | 0                | 0                | 0                | 4                | 1                | 6                | 1                |
| 2010             | 川崎             | 22               | J1               | 5                | 0                | 0                | 0                | 1                | 1                | 6                | 1                |
| 2011             | 北九州           | 17               | J2               | 38               | 2                | -                | -                | 2                | 0                | 40               | 2                |
| 2012             | 北九州           | 7                | J2               | 41               | 1                | -                | -                | 1                | 0                | 41               | 1                |
| 2013             | 大分             | 7                | J1               | 24               | 1                | 3                | 0                | 4                | 0                | 31               | 1                |
| 2014             | 大分             | 7                | J2               | 21               | 0                | -                | -                | 1                | 0                | 22               | 0                |
| 2015             | 徳島             | 7                | J2               | 30               | 5                | -                | -                | 0                | 0                | 30               | 5                |
| 2016             | 徳島             | 7                | J2               | 41               | 3                | -                | -                | 2                | 0                | 42               | 3                |
| 2017             | 徳島             | 7                | J2               | 4                | 0                | -                | -                | 1                | 0                | 5                | 0                |
| 2017             | 熊本             | 24               | J2               | 6                | 0                | -                | -                | -                | -                | 6                | 0                |
| 2018             | 水戸             | 10               | J2               | 39               | 5                | -                | -                | 0                | 0                | 39               | 5                |
| 2019             | 水戸             | 10               | J2               | 33               | 2                | -                | -                | 1                | 0                | 34               | 2                |
| 2020             | 水戸             | 5                | J2               | 23               | 1                | -                | -                | -                | -                | 23               | 1                |
| 2021             | 水戸             | 5                | J2               | 24               | 0                | -                | -                | 0                | 0                | 24               | 0                |
| 2022             | 鹿児島           | 30               | J3               | 33               | 0                | -                | -                | 0                | 0                | 33               | 0                |
| 2023             | 鹿児島           | 30               | J3               | 33               | 2                | -                | -                | 1                | 0                | 34               | 2                |
| 2024             | 鹿児島           | 30               | J2               | 2                | 0                | 1                | 0                | 0                | 0                | 3                | 0                |
| 通算             | 日本             | 日本             | J1               | 31               | 1                | 5                | 0                | 9                | 2                | 45               | 3                |
| 通算             | 日本             | 日本             | J2               | 302              | 19               | 1                | 0                | 8                | 0                | 311              | 19               |
| 通算             | 日本             | 日本             | J3               | 66               | 2                |                  |                  | 1                | 0                | 67               | 2                |
| 総通算           | 総通算           | 総通算           | 総通算           | 399              | 22               | 6                | 0                | 18               | 2                | 423              | 24               |

- J1/公式戦初出場 - 2009年5月16日 第12節 ジュビロ磐田戦 (等々力陸上競技場)
  - 公式戦初得点 - 2009年11月11日 天皇杯3回戦 カターレ富山戦 (等々力陸上競技場)
  - J1初得点 - 2013年12月7日 第34節 ジュビロ磐田戦 (ヤマハスタジアム)
- J2初出場 - 2011年3月6日 第1節 ジェフユナイテッド千葉戦 (本城陸上競技場)
  - 初得点 - 2011年10月23日 第32節 ザスパ草津戦 (正田醤油スタジアム群馬)

| 国際大会個人成績 | 国際大会個人成績 | 国際大会個人成績 | 国際大会個人成績 | 国際大会個人成績 |
| 年度             | クラブ           | 背番号           | 出場             | 得点             |
| AFC              | AFC              | AFC              | ACL              | ACL              |
| ---------------- | ---------------- | ---------------- | ---------------- | ---------------- |
| 2007             | 川崎             | 30               | 1                | 0                |
| 2009             | 川崎             | 22               | 1                | 0                |
| 2010             | 川崎             | 22               | 3                | 0                |
| 通算             | AFC              | AFC              | 5                | 0                |

## 指導歴
- 2025年 - 水戸ホーリーホックジュニアユース コーチ